# Безом (виконтство)
Виконтство Безом (фр. Vicomté de Bezaume) — одно из феодальных владений в Южной Франции, выделившееся в X веке из Гасконского герцогства. 

## История
Виконтство Безом образовалось в X веке, выделившись из состава Гасконского герцогства. Точное его расположение не установлено, предполагается, что это владение располагалось в северо-восточной Гаскони и граничило с графством Ажан. Его правители в XI веке упоминаются также как виконты де Безом и де Бенож.
О правителях Безома известно мало. Впервые с титулом «виконт Безома» упоминается в 982 году Арно, вероятный потомок Аманьё Санша - пятого сына гасконского герцога Санша Гарсии. 
В начале XI века виконтом Безома был Амовин (возможно его младшим братом был Аманье I д’Альбре, родоначальник сеньоров д’Альбре). Ему последовательно наследовали двое сыновей — Гильом и Родольфо. Вероятно, дочерью Родольфо была Амовина, которая вышла замуж за своего родственника Гильома Аманье I д’Альбре, принеся в приданое Безом и Бенож. 
В XII веке Безом посредством брака перешёл к дому Бовиль, а от него к младшей ветви дома Габарре, которая владела Безомом до середины XIII века.
Последний упоминающийся виконт де Безом — Пьер II де Габарре. 
Во второй половине XIII века владения были конфискованы королём Англии Эдуардом I, который в 1266 году пожаловал титул виконта де Бенож, который входил в титулатуру виконтов Безома, Жану I де Грайи, а в 1278 году Жан получил и большую часть конфискованных владений Бовилей.

## Список виконтов Безома
Безомский дом
- Аманье Санше (1-я половина X века), сын герцога Гаскони Санша IV Гарсии.
- Уцан Аманье (ум. после 978), сын предыдущего
- Арно Аманье (ум. после 978), брат предыдущего
- Арно (ум. после 982), виконт де Безом в 982
- Амовин (Эмон) (ум. до 1026), виконт де Безом, сын Уцана Аманье
- Гильом (ум. до 1026), виконт де Безом, сын предыдущего
- Родольфо Арто (ум. после 1026), виконт де Безом в 1026 году, брат предыдущего
- Амавина (ум. после 1097), виконтесса де Безом, дочь (?) предыдущего
муж: Гильома Аманье I д’Альбре (ум. после 1097)

Альбре
- Гильом Аманье I д’Альбре (ум. после 1097), виконт де Безом и граф де Бенож, муж предыдущей
- Гильом Аманье II (ум. до 1103), виконт де Безом и де Бенож, сын предыдущего
- Бернар I (ум. после 1103), виконт де Безом, сын (?) предыдущего
- Гильом Аманье III (ум. после 1155), виконт де Безом и де Бенож, сын предыдущего
- Ne де Безом, виконтесса де Безом, дочь предыдущего
муж: Бернар де Бовиль (ум. после 1175)

Дом де Бовиль
- Бернар II (ум. после 1175), виконт де Безом, муж предыдущей
- Гильеметта (ум. после 9 сентября 1242), виконтесса де Безом, дочь (?) предыдущего
1-й муж: N
2-й муж: Пьер де Габарре (ум. до 21 мая 1242), сеньор де Сен-Макер и де Лангон

Габарданский дом
- Пьер I де Габарре (ум. до 21 мая 1242), сеньор де Сен-Макер и де Лангон, виконт де Безом и де Бенож, муж предыдущей
- Пьер II де Габарре (ум. после 1250), виконт де Безом, сын предыдущего